# Hemphill River
Der Hemphill River ist ein Fluss im Westen der Südinsel Neuseelands.

## Geographie
Die Quelle des Hemphill River liegt innerhalb der Radiant Range der Neuseeländischen Alpen, im Norden des 1313 m hohen Marris Peak. Der Fluss fließt in östlicher Richtung die Bergflanke herab und knickt dann in südliche Fließrichtung ab. Er trennt die Webb Ridge im Westen von der östlichen Johnson Ridge, dazwischen liegen innerhalb des Flusslaufs zwei kleine Seen, der Lake Marina sowie der Lake Phyllis. Südöstlich des 1350 m hohen Mount Webb wendet sich der Fluss nach Südwesten und mündet in den Mōkihinui River North Branch. Dieser fließt etwa einen Kilometer südwestlich in den Mōkihinui River, der schließlich in die Karamea Bight entwässert, eine weite Bucht der Tasmansee.

## Infrastruktur
Bis zur Mündung des Mōkihinui River führt der New Zealand State Highway 67. Von dort flussauf bis zum Mōkihinui River North Branch liegt ein Wanderweg, etwa einen Kilometer von der Mündung des Hemphill River entfernt.